# Sida Košutić
Sida Košutić (* 20. März 1902 in Radoboj; † 13. Mai 1965 in Zagreb) war eine jugoslawische Schriftstellerin.

## Leben
Sida Košutić besuchte die Lehrerbildungsanstalt in Zagreb und war Lehrerin.
Sie gehörte dem Kulturverein Napredak an und war Mitbegründerin des Kroatischen Schriftstellervereins.
Nach ihrem Tod wurde sie auf dem Mirogoj-Friedhof in Zagreb beigesetzt.

## Werke
Košutić verfasste Gedichte, Romane und Dramen, die sich speziell mit der Gefühls- und Lebenswelt der Frau in der bäuerlichen Gesellschaft des kroatischen Hinterlandes (Zagorien) auseinandersetzen.
- K svitanju. Simbolička drama, Zagreb 1927
- Sluga vječne mudrosti, Zagreb 1930
- Jaslice, Roman, Zagreb 1933
- S naših njiva. Roman iz seljačkog života, Zagreb 1935–1936
- Mimoza sa smetljišta, Novelle, Zagreb 1937
- Osmijesi, Gedichte, Zagreb 1940
- Hrvatska majka u pjesmi, Zagreb 1941
- Vrijeska, Zagreb 1942
- Vjerenička žetva, Pjesme u prozi, Zagreb 1942–1943
- Jezero mrtvo, Zagreb 1956

In deutscher Übersetzung:
- Immer ist's so, liebes Kind, Erzählung, dt. 1942 (in: Die braunen Schuhe und andere kroatische Novellen)

| Personendaten    | Personendaten                  |
| ---------------- | ------------------------------ |
| NAME             | Košutić, Sida                  |
| KURZBESCHREIBUNG | jugoslawische Schriftstellerin |
| GEBURTSDATUM     | 20. März 1902                  |
| GEBURTSORT       | Radoboj                        |
| STERBEDATUM      | 13. Mai 1965                   |
| STERBEORT        | Zagreb                         |